# Substrat (électronique)
Pour les articles homonymes, voir Substrat.
En électronique, pour la fabrication de semi-conducteur (circuit intégré, transistor, diode), un support de silicium pur est utilisé. Le silicium est utilisé en galette ultrafine (ou wafer), sur laquelle sont gravés les composants. Dans la technologie couche mince, ce substrat de silicium sert cette fois de sous-couche d'ancrage sur laquelle l'on vient déposer une ou plusieurs couches de matériaux actifs.